# Comuna Petrivka, Horol
Petrivka (în ucraineană Петрівка) este o comună în raionul Horol, regiunea Poltava, Ucraina, formată din satele Hîrîne, Ienkî, Lozî, Petrivka (reședința) și Sadove.

## Demografie
Componența lingvistică a comunei Petrivka
     Ucraineană (97,56%)
     Rusă (2,36%)
     Alte limbi (0,08%)
Conform recensământului din 2001, majoritatea populației comunei Petrivka era vorbitoare de ucraineană (97,56%), existând în minoritate și vorbitori de rusă (2,36%).